# 70-я пехотная дивизия (вермахт)
70-я пехотная дивизия (нем. 70. Infanterie-Division) — тактическое соединение сухопутных войск вооружённых сил нацистской Германии периода Второй мировой войны.

## История
70-я пехотная дивизия была сформирована 17 июля 1944 года путём переформирования 165-й резервной дивизии. Дивизия состояла из солдат с проблемами желудка и желудочно-кишечного тракта, которым требовалась особая диета, отсюда и прозвище «Дивизия белого хлеба».
Она дислоцировалась на острове Валхерен, Нидерланды, и была атакована 1-й канадской армией в ноябре 1944 года. Солдаты дивизии на удивление хорошо сражались в битве при Шельде, но после девяти дней боёв были вынуждены сдаться.

## Местонахождение
- с июля по ноябрь 1944 (Нидерланды)

## Подчинение
- 89-й армейский корпус 15-й армии группы армий «D» (26 июня - 20 ноября 1944)

## Командиры
- генерал-лейтенант Вильгельм Дасер (17 июля - 17 ноября 1944)

## Состав
- 1018-й гренадерский полк (Grenadier-Regiment 1018)
- 1019-й гренадерский полк (Grenadier-Regiment 1019)
- 1020-й гренадерский полк (Grenadier-Regiment 1020)
- 170-й артиллерийский полк (Artillerie-Regiment 170)
- 170-й сапёрный батальон (Pionier-Bataillon 170)
- 170-я противотанковая дивизион (Panzerjäger-Abteilung 170)
- 70-й фузилёрный батальон (Füsilier-Bataillon 70)
- 170-й батальон связи (Nachrichten-Abteilung 170)
- 170-й отряд материального обеспечения (Nachschubtruppen 170)
- 170-й полевой запасной батальон (Feldersatz-Bataillon 170)